# Jean Daudin
Jean Daudin, également orthographié Jean Dandin, est un chanoine et traducteur français, né au début du XIVe siècle à Franconville (Val-d'Oise) et mort en 1382 à Paris.

## Éléments biographiques
Jean Daudin devient chanoine de la Sainte-Chapelle de Paris en 1367. C'est à cette époque, au XIVe siècle, que débute la diffusion des œuvres du poète et humaniste italien Pétrarque (1304-1374) par des traductions. En France, c'est en 1378 que Jean Daudin traduit en français De remediis utriusque fortunae de Pétrarque pour le Dauphin à la demande du roi Charles V, qui le paie deux-cents francs or pour cette traduction.

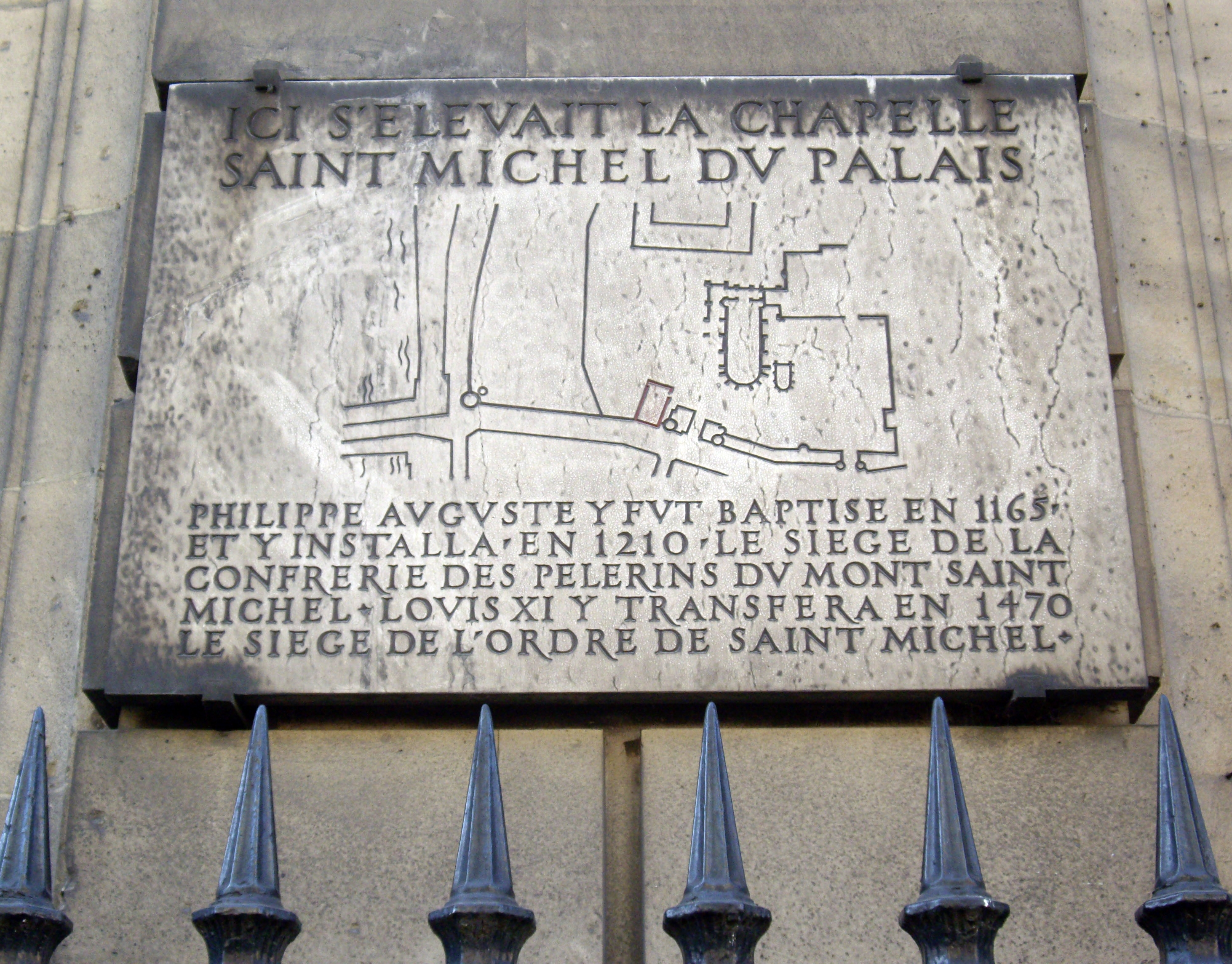
Ancien emplacement de la chapelle Saint-Michel du Palais

Décédé en 1382, Jean Daudin est enterré dans la chapelle Saint-Michel-du-Palais. Son épitaphe est rédigée de la façon suivante :

« Hic jacet Cognomine Daudin,

Cui Franconvilla genitale solum ;

Plange Pecus virum

Quem deflet Orthographia,

Et Selecta Philosophia,

Qui transtulit in Gallos, Plurium scripta.

Versiculos, Daudine, sequeris,

Versiculosus eras, versiculosus eris. »

Quelques villes en France ont des rues qui portent le nom de Jean Daudin, sauf à Paris où cette voie est nommée du nom du propriétaire des terrains au 19ème siècle sur lesquels elle a été ouverte, Jean-François Daudin, né à Paris en 1805 et décédé à Charenton en 1879. De nombreux descendants de Jean Daudin de la 5ème génération habitent cette rue encore aujourd'hui.